# Ahmed Waseem Razeek
Ahmed Waseem Razeek (født 19. september 1994 i Berlin) er en srilankansk-tysk fodboldspiller.

## Karriere

### Tidlig karriere
Ahmed Waseem Razeek begyndte allerførst at spille fodbold for NFC Rot-Weiß Neukölln, før han flyttede til Union Berlins ungdoms program. Han har også spillet for Tasmania Gropiusstadtand og Tennis Borussia Berlin i hans tid som ungdomspiller.

### Union Berlin
Han lavede sin debut for Union Berlin II, som spillede i Regionalliga Nordost ligaen, i 2012-2013 sæsonen. Han sluttede sæsonen med et mål i seks kampe. I løbet af 2013-2014 sæson, skiftede han mellem at spille for første og reserve holdet. For reserveholdet sluttede han igen sæsonen med et mål i seks kampe. Han skrev under på en professionel kontrakt i 2013–14-sæsonen og spillede hans professionelle debut d. 19 April 2014 da han blev indskiftet i stedet for Christopher Quiring i en 2. Bundesliga kamp mod Karlsruher SC. Det blev hans første og eneste kamp for førsteholdet ud af alle hans kampe i 2014-2015 sæsonen, fordi resten af kampene han spillede var for reserveholdet. Han sluttede sæsonen med fem mål i 21 kampe. Den sæson blev til hans sidste sæson for Union Berlin II. Union Berlin opløste deres reservehold den sæson.

### 1. FC Magdeburg
Ahmed Waseem Razeek skrev under på en 2-årig kontrakt med det nyoprykkede 3. Liga-hold 1. FC Magdeburg. Han spillede sin debutkamp mod FC Rot Weiß Erfurt d. 24. juli 2015. Han blev sendt af banen kort mod Hallescher FC d. 6. august 2015, efter at have fået sit gule kort nr. 2.